# Tiko United Football Club
O Tiko United Football Club é um clube de futebol com sede em Tiko, Camarões. A equipe compete no Campeonato Camaronês de Futebol.

## História
O clube foi fundado em 1976.